# Enchanting Grom Fright
«Enchanting Grom Fright» (titulado: «Un baile aterrador» en Hispanoamérica y «El terrorífico baile de Grom» en España) es el decimosexto episodio de la primera temporada de la serie animada de televisión estadounidense The Owl House, y el decimosexto episodio en general. El episodio fue dirigido por Stu Livingston, y el guion para televisión fue escrito por Molly Ostertag,  a partir de una historia de Dana Terrace, Rachel Vine y Molly Osterta.
El episodio fue destacado por varios críticos por revelar que el personaje secundario Amity Blight está enamorado de Luz Noceda, y muchos lo vieron como un paso importante para la representación LGBT en los medios de Disney. Terrace, que es bisexual, dijo que quería incluir un personaje bisexual en la serie, pero inicialmente luchó por obtener la aprobación de los ejecutivos de Disney, aunque Disney finalmente lo aprobó.

## Trama
Mientras aprende a hacer un hechizo de planta, Luz recibe un mensaje de texto de su madre, Camila, preguntándole cómo está. Luz entra en pánico, ya que su madre cree que está en un campamento de verano y no sabe que está en otro mundo aprendiendo a ser bruja, y responde que está bien. Después de ir a la escuela de magia Hexside, Luz descubre por parte de sus amigos, Willow y Gus, que una ceremonia llamada «Grom», que se parece un poco a un baile de graduación, llegará a la escuela. La otra amiga de Luz, Amity Blight, es seleccionada como la Reina del Grom, para alegría de Luz. Sin embargo, Amity está triste por haber sido elegida. Mientras revisa las decoraciones para el Grom, Luz encuentra armas, a lo que Amity le revela que la Reina del Grom tiene que luchar contra Grometheus, un monstruo que vive debajo de la escuela y que toma la forma de los peores temores de cualquiera, para evitar que escape y consuma las Islas Hirvientes.
Al regresar a la Casa Búho, Luz se entera de que su mentora, Eda, será acompañante en el Grom, mientras que su compañero de cuarto, King, será el maestro de ceremonias del baile con Gus. Más tarde, mientras camina por el bosque, encuentra a Amity, quien le revela que ya no será la Reina del Grom si puede encontrar un reemplazo, a lo que Luz se ofrece. Al día siguiente, Amity y sus hermanos, Edric y Emira, ayudan a Luz a prepararse para luchar contra Grometheus, creando ilusiones de sus peores miedos. Esa noche, durante el baile de Grom, se revela que King tiene miedo escénico y lucha por trabajar como maestro de ceremonias. Más tarde, comienza el duelo de Luz, e inicialmente logra resistir ante Grometheus, hasta que toma la forma de su mayor temor: que su madre se entere de su entrenamiento como bruja. Aterrorizada, Luz sale corriendo de la escuela, causando pánico en todos, hasta que King supera su miedo escénico y los calma, dirigiendo a los estudiantes hacia la pelea.
Mientras Luz intenta huir de Grometheus, Eda intenta detenerlo para poder correr. Sin embargo, Amity aparece y se disculpa con Luz por haberla hecho pelear contra Grometheus, en lugar de hacerlo ella misma. Cuando Amity se enfrenta a Grometheus, el monstruo manifiesta el mayor temor de Amity, que se revela como el rechazo de un individuo desconocido a quien quería invitar al Grom como su cita, tomando la apariencia física del individuo y rompiendo la carta de invitación de Amity por la mitad. Al verlo, Luz consuela a Amity y se ofrece a acompañarla. Luz y Amity luego bailan-luchan contra Grometheus y logran derrotarlo. Mientras todos celebran su victoria, Luz le pregunta a Amity quién quería que fuera su cita, pero Amity descarta el tema y tira su carta. Luego, se revela que la carta estaba dirigida a Luz.
De vuelta en la Casa Búho, Luz finalmente le envía un mensaje de texto a su madre sobre sus experiencias, aunque lo mantiene lo suficientemente vago como para que no se dé cuenta de las Islas Hirvientes. Camila luego responde diciendo que ama las cartas de Luz, las cuales Luz piensa que significan sus mensajes de texto. Sin embargo, se revela que alguien le ha estado enviando cartas a su madre, mientras decía ser Luz.

## Producción
«Enchanting Grom Fright» fue escrita por Molly Ostertag bajo una historia de Ostertag, la creadora de la serie Dana Terrace y Rachel Vine, con guiones gráficos de Charlie Bryant, Emmy Cicierega, Cat Harman-Mitchell, Hayley Foster, Madeleine Flores, Chris Pianka y Spencer Wan. El episodio fue dirigido por Stu Livingston.
Terrace ha querido crear un episodio para la serie centrado en un concepto similar al de un baile de graduación desde que comenzó el desarrollo del programa. También ha querido presentar personajes LGBT principales en la serie, ya que ella misma es bisexual. Sin embargo, aunque la idea ha sido «extremadamente apoyada» por los ejecutivos de Disney, inicialmente no fue aprobada por «cierto liderazgo de Disney», pero finalmente fue aprobada. Wan, quien hizo el guion gráfico de la secuencia de baile en el episodio con Foster, se refirió a él como «lo gay» y dijo que era la primera oportunidad que tenía para hacer el guion gráfico de «cualquier cosa, incluso remotamente, queer». Los primeros borradores del episodio tenían un concepto diferente al de un baile de graduación, en el que «PROM» eran las iniciales de «Perennial Ritual Offer Maiden», pero luego se cambió durante la producción.

## Recepción
El episodio recibió críticas universalmente positivas. Varios críticos destacaron el episodio debido a la confirmación del enamoramiento de Amity por Luz. Varios medios de comunicación, como Variety y New York Post dijeron que el episodio «hizo historia» por incluir al primer personaje bisexual principal de Disney. Marcelo García de CBR dijo que el episodio fue «un tremendo paso en la dirección correcta para Disney, una compañía que ha luchado con la representación LGBTQ+ en los últimos años».
Otros críticos también calificaron positivamente el episodio. Por ejemplo, Palmer Harsch de Insider escribió que el episodio «ayudó a Disney Channel a dar un gran paso adelante en términos de representación LGBTQ» y esperaba que el episodio pudiera servir como «un presagio de más historias LGBTQ por venir en Disney Channel». De manera similar, Kirby Beaton de BuzzFeed argumentó que «el contenido queer en Disney Channel es un gran avance en la representación queer» mientras que Matt Tracy de Gay City News afirmó que la representación de personajes LGBT en la serie es «un desarrollo refrescante considerando la falta de representación queer en la televisión animada durante los últimos años». Además, Polygon elogió la secuencia de baile entre Luz y Amity como «ADORABLE y bellamente animada». Al mismo tiempo, algunos argumentaron que la representación LGBTQ del programa recae sobre los hombros de los escritores y creadores de The Owl House en lugar de Disney. Mientras que, Michele Kirichanskaya de The Mary Sue escribió que programas como The Owl House, junto con She-Ra y las princesas del poder y The Prom, rompe las «viejas tradiciones heteronormativas» del propio baile de graduación. Mey Rude de Out, revisando un episodio de la temporada 2 «Through the Looking Glass Ruins», describió este episodio como uno de los «episodios más alegres de la primera temporada» junto con «Wing It Like Witches».
PFLAG elogió la serie por su visibilidad LGBTQ+, mientras que GLAAD la elogió de manera similar por tener un «mundo inclusivo, justo, preciso y apropiado para la edad a través de la representación de sus personajes». La creadora de Doctora Juguetes, 	Chris Nee, elogió la inclusión de la serie hacia los personajes LGBTQ+, al tiempo que señaló cómo luchó por incluir a una pareja lesbiana multirracial en el episodio de Doctora Juguetes «The Emergency Plan». Del mismo modo, el actor de voz de The Owl House Alex Hirsch agradeció a Terrace y al equipo de producción por incluir personajes LGBT, al tiempo que señaló que se le prohibió incluir personajes LGBT en su propio programa, Gravity Falls. Hirsch también comentó cómo la secuencia de baile sería considerada «inapropiada» por Disney en 2012, diciendo que Disney «hizo bien» al permitir que se presentara la escena. Además, ND Stevenson, creador de She-Ra y las princesas del poder,  invitó a su esposa y coguionista del episodio, Molly Ostertag, a Grom, compartiendo la «experiencia Grom» que ambos habían experimentado con los seguidores de cada persona.